# 丸山工業
丸山工業株式会社（まるやまこうぎょう）は、かつて岐阜県安八郡神戸町に本社を置き合成樹脂加工防水布を製造していた企業。

## 沿革
- 1933年 - 丸山工業所創業。
- 1937年 - 大阪市西淀川区に丸山工業株式会社設立。
- 1963年7月25日 - 株式を店頭公開（現在の東京証券取引所スタンダード）。
- 1972年 - 岐阜県安八郡神戸町に本社移転。
- 2008年2月26日 - 泉株式会社の完全子会社となり、上場廃止。
- 2011年9月1日 - シンコー工業株式会社に吸収合併され解散[1]。IMSテクノを設立。